# Indolestes peregrinus
Indolestes peregrinus là loài chuồn chuồn trong họ Lestidae. Loài này được Ris mô tả khoa học đầu tiên năm 1916.

## Hình ảnh

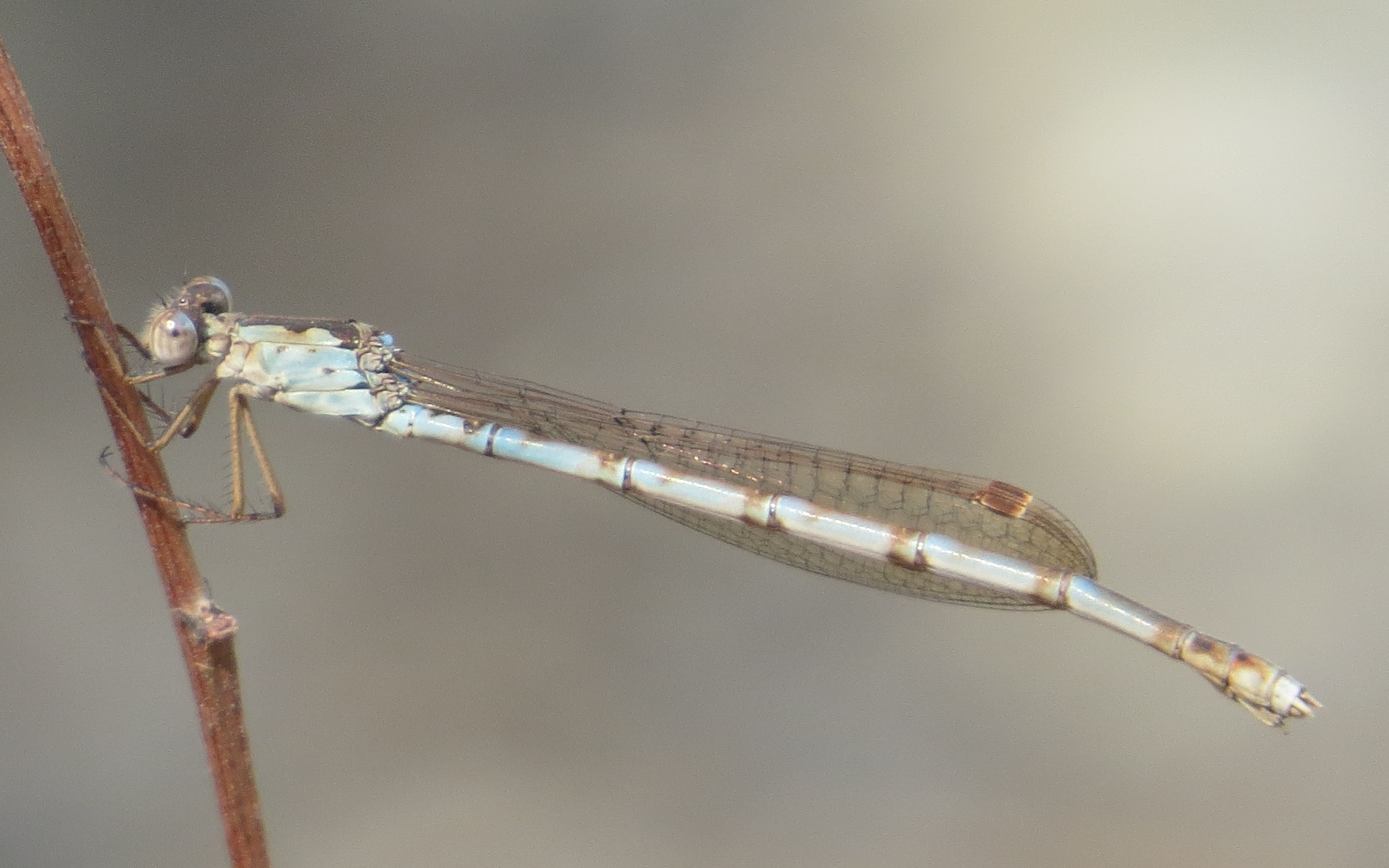
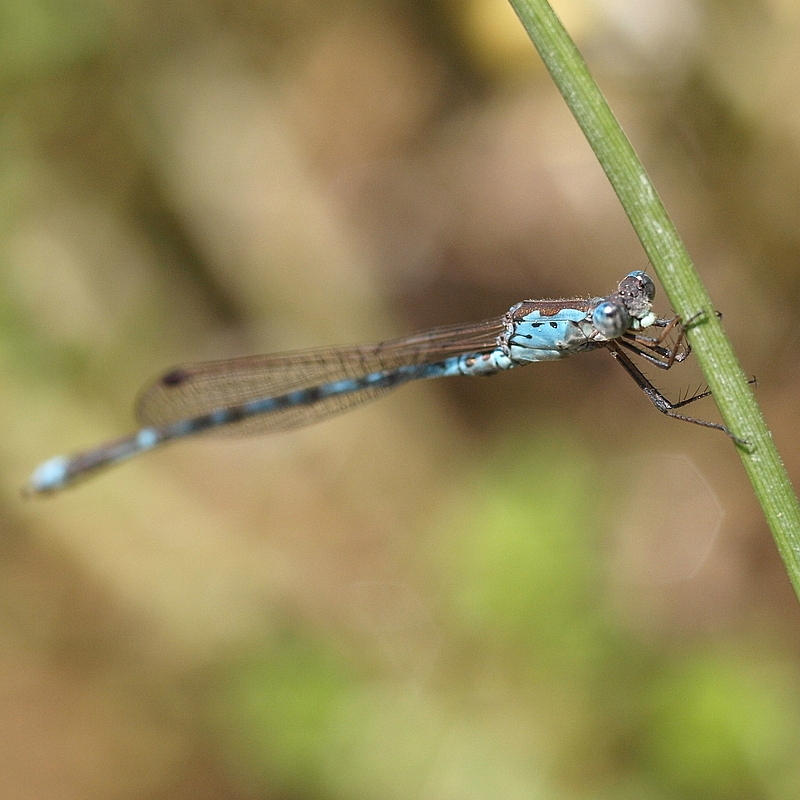